# Богдасаров (хутор)
Богдасаров — хутор в Абинском районе Краснодарского края России. Входит в состав Ольгинского сельского поселения.

## География
Одна улица — ул. Чкалова.
Географическое положение
Расположен в южной части Приазово-Кубанской равнины, в южно-предгорной зоне, на левом берегу Кубани в 3 км на северо-запад от административного центра поселения — хутора Ольгинский.
Климат
умеренно континентальный, без резких колебаний суточных и месячных температур. Продолжительность периода с температурой выше 0° С достигает 9-10 месяцев, из них половина — 4-5 месяцев — лето. Среднегодовая температура около +11°, постепенно нарастая от 15° в мае до 30° в августе. Годовая сумма осадков достигает 800 мм..

## История
Название образовано от фамилии армянского происхождения Богдасаров.
Согласно Закону Краснодарского края от 5 мая 2004 года N № 700-КЗ населённый пункт вошёл в образованное муниципальное образование Ольгинское сельское поселение.

## Население
| 2002 | 2010 |
| ---- | ---- |
| 80   | ↘66  |